# Trachylepis
Trachylepis is een geslacht van hagedissen uit de familie skinken (Scincidae).

## Naam en indeling
De wetenschappelijke naam van de groep werd voor het eerst voorgesteld door Leopold Fitzinger in 1843. Er zijn 82 soorten, inclusief de pas in 2017 beschreven soort Trachylepis gonwouoi. Veel soorten behoorden eerder tot de geslachten Euprepes en Mabuia

## Verspreiding en habitat
Alle soorten komen voor in grote delen van Afrika en het Midden-Oosten. De skinken leven in de landen Angola, Benin, Botswana, Brazilië, Burkina Faso, Burundi, Comoren, Congo-Brazzaville, Congo-Kinshasa, Centraal-Afrikaanse Republiek, Equatoriaal-Guinea, Eritrea, Ethiopië, Gabon, Gambia, Ghana, Guinee, Guinee-Bissau, Ivoorkust, Jemen, Kameroen, Kenia, Lesotho, Liberia, Madagaskar, Malawi, Mali, Mozambique, Namibië, Niger, Nigeria, Oeganda, Oman, Principe, Rwanda, Saoedi-Arabië, Sao Tomé en Principe, Seychellen, Soedan, Somalië, Sierra Leone, Swaziland, Tanzania, Togo, Senegal, Tsjaad, Verenigde Arabische Emiraten, Zambia, Zimbabwe en Zuid-Afrika.

## Beschermingsstatus
Door de internationale natuurbeschermingsorganisatie IUCN is aan 35 soorten een beschermingsstatus toegewezen. Aan 21 soorten is de status 'veilig' toegewezen (Least Concern of LC), zes soorten staan bekend als 'kwetsbaar' (Vulnerable of VU) en vijf soorten als 'onzeker' (Data Deficient of DD). Drie soorten staan te boek als 'gevoelig' (Near Threatened of NT).

## Soorten
Het geslacht omvat de volgende soorten, met de auteur en het verspreidingsgebied.
| Naam                                              | Auteur                                              | Verspreidingsgebied |
| ------------------------------------------------- | --------------------------------------------------- | --- |
| Trachylepis acutilabris                           | Peters, 1862                                        | Angola, Congo-Kinshasa, Namibië, Zuid-Afrika |
| Trachylepis adamastor                             | Ceriaco, 2015                                       | Sao Tomé en Principe |
| Trachylepis affinis                               | Gray, 1838                                          | Angola, Benin, Burkina Faso, Centraal-Afrikaanse Republiek, Equatoriaal-Guinea, Gabon, Gambia, Ghana, Guinee, Guinee-Bissau, Ivoorkust, Kameroen, Liberia, Niger, Nigeria, Principe, Sierra Leone, Togo, Senegal, Tsjaad, mogelijk in Congo-Brazzaville                                                          |
| Trachylepis albilabris                            | Hallowell, 1857                                     | Congo-Kinshasa, Equatoriaal-Guinea, Gabon, Ghana, Guinee, Ivoorkust, Kameroen, Oeganda, mogelijk in Benin, Liberia, Nigeria, Sierra Leone, Togo |
| Trachylepis albotaeniata                          | Boettger, 1913                                      | Tanzania |
| Trachylepis atlantica                             | Schmidt, 1945                                       | Brazilië |
| Trachylepis aureopunctata                         | Grandidier, 1867                                    | Madagaskar |
| Trachylepis bayonii                               | Bocage, 1872                                        | Angola, Kenia, Tanzania, Oeganda |
| Trachylepis bensonii                              | Peters, 1867                                        | Liberia, Sierra Leone |
| Trachylepis betsileana                            | Mocquard, 1906                                      | Madagaskar |
| Trachylepis binotata                              | Bocage, 1867                                        | Namibië, Angola |
| Trachylepis bocagii                               | Boulenger, 1887                                     | Angola, Malawi, Zambia, Zimbabwe |
| Trachylepis boettgeri                             | Boulenger, 1887                                     | Madagaskar |
| Trachylepis boulengeri                            | Sternfeld, 1911                                     | Malawi, Mozambique, Tanzania, Zimbabwe |
| Trachylepis brauni                                | Tornier, 1902                                       | Tanzania |
| Trachylepis brevicollis                           | Wiegmann, 1837                                      | Eritrea, Ethiopië, Jemen, Kenia, Oeganda, Oman, Saoedi-Arabië, Soedan, Somalië, Tanzania |
| Trachylepis buettneri                             | Matschie, 1893                                      | Ivoorkust, Ghana, Togo, Congo-Kinshasa, Centraal-Afrikaanse Republiek, Kameroen, waarschijnlijk in Soedan en Tsjaad |
| Trachylepis capensis                              | Gray, 1831                                          | Botswana, Namibië, Swaziland, Zambia, Zimbabwe, Zuid-Afrika |
| Trachylepis casuarinae                            | Broadley, 1974                                      | Mozambique |
| Trachylepis chimbana                              | Boulenger, 1887                                     | Angola, Namibië |
| Trachylepis comorensis                            | Peters, 1854                                        | Comoren, Madagaskar |
| Trachylepis cristinae                             | Sindaco, Metallinou, Pupin, Fasola & Carranza, 2012 | Jemen |
| Trachylepis damarana                              | Peters, 1870                                        | Angola, Botswana, Mozambique, Namibië, Zimbabwe, Zuid-Afrika |
| Trachylepis depressa                              | Peters, 1854                                        | Zuid-Afrika |
| Trachylepis dichroma                              | Günther, Whiting & Bauer, 2005                      | Kenia, Tanzania |
| Trachylepis dumasi                                | Nussbaum & Raxworthy, 1995                          | Madagaskar |
| Trachylepis elegans                               | Peters, 1854                                        | Madagaskar |
| Trachylepis ferrarai                              | Lanza, 1978                                         | Somalië |
| Trachylepis gonwouoi                              | Allen, Tapondjou, Welton & Bauer, 2017              | Congo-Brazzaville, Kameroen |
| Trachylepis gravenhorstii                         | Duméril & Bibron, 1839                              | Madagaskar |
| Trachylepis hemmingi                              | Gans, Laurent & Pandit, 1965                        | Somalië |
| Trachylepis hildebrandtii                         | Peters, 1874                                        | Ethiopië, Somalië |
| Trachylepis hoeschi                               | Mertens, 1954                                       | Angola, Namibië |
| Trachylepis homalocephala                         | Wiegmann, 1828                                      | Mozambique, Namibië, Zuid-Afrika |
| Trachylepis infralineata                          | Boettger, 1913                                      | Europa eiland |
| Trachylepis irregularis                           | Lönnberg, 1922                                      | Kenia, Oeganda |
| Trachylepis keroanensis                           | Chabanaud, 1921                                     | Guinee |
| Trachylepis lacertiformis                         | Peters, 1854                                        | Angola, Mozambique, Zimbabwe |
| Trachylepis laevigata                             | Peters, 1869                                        | Zuid-Afrika |
| Trachylepis laevis                                | Boulenger, 1907                                     | Angola, Namibië |
| Trachylepis lavarambo                             | Nussbaum & Raxworthy, 1998                          | Madagaskar |
| Trachylepis loluiensis                            | Kingdon & Spawls, 2010                              | Oeganda |
| Trachylepis maculata                              | Gray, 1839                                          | Brazilië |
| Trachylepis maculilabris                          | Gray, 1845                                          | Liberia, Ivoorkust, Ghana, Togo, Benin, Nigeria, Kameroen, Centraal-Afrikaanse Republiek, Equatoriaal-Guinea, Gabon, Congo-Kinshasa, Angola, Zambia, Somalië, Malawi, Zimbabwe, Mozambique, Oeganda, Tanzania, Kenia, Madagaskar (Nosy Tanikely), Europa eiland, Ethiopië, Soedan, Sao Tomé en Principe, Comoren |
| Trachylepis madagascariensis                      | Mocquard, 1908                                      | Madagaskar |
| Trachylepis makolowodei                           | Chirio, Ineich, Schmitz & Lebreton, 2008            | Centraal-Afrikaanse Republiek, Kameroen |
| Trachylepis margaritifera                         | Peters, 1854                                        | Kenia, Malawi, Tanzania, Zimbabwe, Zuid-Afrika, Botswana, Zambia, Mozambique |
| Trachylepis megalura                              | Peters, 1878                                        | Ethiopië, Oeganda, Kenia, Tanzania, Mozambique, Congo-Kinshasa, Somalië, Rwanda, Burundi, Angola, mogelijk in Soedan en Zambia |
| Trachylepis mekuana                               | Ineich & Chirio, 2000                               | Kameroen |
| Trachylepis mlanjensis                            | Loveridge, 1953                                     | Malawi |
| Trachylepis monardi                               | Monard, 1937                                        | Angola |
| Trachylepis nancycoutuae                          | Nussbaum & Raxworthy, 1998                          | Madagaskar |
| Trachylepis nganghae                              | Ineich & Chirio, 2004                               | Kameroen |
| Trachylepis occidentalis                          | Peters, 1867                                        | Angola, Botswana, Namibië, Zuid-Afrika |
| Trachylepis pendeana                              | Ineich & Chirio, 2000                               | Equatoriaal-Guinea (Annobón) |
| Trachylepis perrotetii                            | Duméril & Bibron, 1839                              | Centraal-Afrikaanse Republiek, Tsjaad |
| Trachylepis planifrons                            | Peters, 1878                                        | Mauritanië, Senegal, Gambia, Guinee-Bissau, Guinea, Sierra Leone, Liberia, Ivoorkust, Ghana, Togo, Benin, Burkina Faso, Niger, Nigeria, Kameroen, Centraal-Afrikaanse Republiek, Congo-Kinshasa, Oeganda, Mali, Tsjaad, Soedan                                                                                   |
| Trachylepis polytropis                            | Boulenger, 1903                                     | Liberia, Ghana, Kameroen, Gabon, Congo-Kinshasa, Centraal-Afrikaanse Republiek, Togo |
| Trachylepis principensis                          | Ceríaco, Marques & Bauer, 2016                      | Principe |
| Trachylepis pulcherrima                           | De Witte, 1953                                      | Congo-Kinshasa |
| Trachylepis punctatissima                         | Smith, 1849                                         | Zuid-Afrika, Botswana, Swaziland, Lesotho, Zimbabwe, Zambia, Namibië |
| Trachylepis punctulata                            | Bocage, 1872                                        | Angola, Namibië, Zambia, Botswana, Zuid-Afrika, Zimbabwe, Mozambique |
| Trachylepis quinquetaeniata                       | Lichtenstein, 1823                                  | Benin, Burkina Faso, Kameroen, Centraal-Afrikaanse Republiek, Tsjaad, Ivoorkust, Djibouti, Egypte, Equatoriaal-Guinea, Eritrea, Ethiopië, Gabon, Ghana, Guinee, Kenia, Mali, Niger, Nigeria, Senegal, Somalië, Soedan, Tanzania, Togo, Oeganda                                                                   |
| Trachylepis rodenburgi                            | Hoogmoed, 1974                                      | Ghana, Nigeria |
| Trachylepis sechellensis                          | Duméril & Bibron, 1839                              | Seychellen |
| Trachylepis socotrana                             | Peters, 1882                                        | Jemen |
| Trachylepis sparsa                                | Mertens, 1954                                       | Namibië, Zuid-Afrika, Botswana |
| Trachylepis spilogaster                           | Peters, 1882                                        | Namibië, Zuid-Afrika, Botswana, Angola |
| Afrikaanse gestreepte skink (Trachylepis striata) | Peters, 1844                                        | Namibië, Botswana, Zimbabwe, Zuid-Afrika, Swaziland, Congo-Kinshasa, Zambia, Tanzania, Angola, Oeganda, Rwanda, Ethiopië, Somalië, Comoren |
| Trachylepis sulcata                               | Peters, 1867                                        | Namibië, Zuid-Afrika, Angola |
| Trachylepis tandrefana                            | Nussbaum, Raxworthy & Ramanamanjato, 1999           | Madagaskar |
| Trachylepis tavaratra                             | Ramanamanjato, Nussbaum & Raxworthy, 1999           | Madagaskar |
| Trachylepis tessellata                            | Anderson, 1895                                      | Jemen, Saoedi-Arabië, Oman, Verenigde Arabische Emiraten |
| Trachylepis thomensis                             | Ceríaco, Marques & Bauer, 2016                      | Sao Tomé |
| Trachylepis varia                                 | Peters, 1867                                        | Namibië, Botswana, Zuid-Afrika, Swaziland, Zimbabwe, Mozambique, Zambia, Burundi, Rwanda, Oeganda, Soedan, Kenia, Tanzania, Somalië, Angola, Congo-Kinshasa, Malawi, Ethiopië, Eritrea |
| Trachylepis variegata                             | Peters, 1870                                        | Namibië, Botswana, Zuid-Afrika, Mozambique, Zambia, Zimbabwe |
| Trachylepis vato                                  | Nussbaum & Raxworthy, 1994                          | Madagaskar |
| Trachylepis vezo                                  | Ramanamanjato, Nussbaum & Raxworthy, 1999           | Madagaskar |
| Trachylepis volamenaloha                          | Nussbaum, Raxworthy & Ramanamanjato, 1999           | Madagaskar |
| Trachylepis wingati                               | Werner, 1908                                        | Soedan, Ethiopië |
| Seychellenskink (Trachylepis wrightii)            | Boulenger, 1887                                     | Seychellen |